# Maleisië op de Olympische Zomerspelen 1992
Maleisië nam deel aan de Olympische Zomerspelen 1992 in Barcelona, Spanje. Het land uit Zuidoost-Azië won voor het eerst in de geschiedenis een olympische medaille (brons) door toedoen van badmintonners Razif Sidek en Jalani Sidek.

## Deelnemers en resultaten

### Atletiek
| Olympiër         | Discipline      | Resultaat | Prestatie             |
| ---------------- | --------------- | --------- | --------------------- |
| Nur Herman Majid | 110m horden (m) | 34e       | serie 1: 7de in 14,34 |

### Badminton
| Olympiër                      | Discipline     | Resultaat | Prestatie |
| ----------------------------- | -------------- | --------- | --- |
| Foo Kok Keong                 | enkelspel (m)  | 9e        | 1ste ronde: W van NOR Sperre Jr.: 2-0 (15-11, 15-3) 2de ronde: W van TCH Mendrek: 2-0 (15-2, 15-3) 3de ronde: V van INA Wiranata: 0-2 (4-15, 6-15)                                                                                  |
| Rashid Sidek                  | enkelspel (m)  | 5e        | 1ste ronde: vrij 2de ronde: W van JPN Motoyama: 2-0 (15-3,15-2) 3de ronde: W van HKG Wai Lap: 2-0 (15-2, 15-3) kwartfinale: V van DEN Stuer-Lauridsen: 0-2 (2-15,8-15)                                                              |
| Cheah Soon Kit Soo Beng Kiang | dubbelspel (m) | 17e       | 1ste ronde: V van CHN Li/Tian: 1-2 (15-11, 15-18, 4-15) |
| Razif Sidek Jalani Sidek      | dubbelspel (m) | Brons     | 1ste ronde: W van IND Kumar/Bhattacharjee: 2-0 (15-6, 15-3) 2de ronde: W van DEN Christensen/Lund: 2-0 (15-12 ,15-6) kwartfinale: W van JPN Matsuno/Matsuura: 2-0 (15-5, 15-4) halve finale: V van KOR Kim/Park: 0-2 (11-15, 13-15) |

### Hockey
| Olympiër | Discipline | Resultaat | Prestatie |
| --- | ---------- | --------- | --- |
| Ahmed Fadzil Zainal Abidin Paul Lopez Tai Beng Hai Suppiah Suria Ghandi Lim Chiow Chuan Sarjit Singh Gary Fidelis Brian Jaya Siva Shankar Ramu Nor Saiful Zaini Nasiruddin Dharma Raj Kanniah Mohamed Abdul Hadj Mirnawan Nawawi Lailin Abu Hassan Soon Mustafa Karim Aanantha Sambu Mayavo | mannen     | 9e        | groep B: 6de V van Pakistan: 1-4 V van EUN: 3-7 V van Spanje: 2-5 W van Nieuw-Zeeland: 3-2 V van Nederland: 0-6 9-12de plek: W van Argentinië: 6-4 9-10de plek: W van EUN: 4-3 |

| Groep B |               |             |             |             |             |            |            |            |        |
| #       | Land          | Wedstrijden | Wedstrijden | Wedstrijden | Wedstrijden | Doelpunten | Doelpunten | Doelpunten | Punten |
| #       | Land          | G           | W           | G           | V           | V          | T          | Saldo      | Punten |
| 1       | Pakistan      | 5           | 5           | 0           | 0           | 20         | 6          | +14        | 10     |
| 2       | Nederland     | 5           | 4           | 1           | 0           | 20         | 10         | +10        | 8      |
| 3       | Spanje        | 5           | 3           | 0           | 2           | 15         | 11         | +5         | 6      |
| 4       | Nieuw-Zeeland | 5           | 4           | 0           | 4           | 7          | 12         | -5         | 2      |
| 5       | EUN           | 5           | 1           | 0           | 4           | 12         | 20         | -8         | 2      |
| 6       | Maleisië      | 5           | 1           | 0           | 4           | 9          | 24         | -15        | 2      |

| Ronde       | Datum     | Plaats     | Land | Score         | Land |
| ----------- | --------- | ---------- | ---- | ------------- | ---- |
| Groepsfase  |           |            |      |               |      |
| 26 juli     | Barcelona | Pakistan   | 4-1  | Maleisië      |      |
| 28 juli     | Barcelona | EUN        | 7-3  | Maleisië      |      |
| 30 juli     | Barcelona | Spanje     | 5-2  | Maleisië      |      |
| 1 augustus  | Barcelona | Maleisië   | 3-2  | Nieuw-Zeeland |      |
| 3 augustus  | Barcelona | Nederland  | 6-0  | Maleisië      |      |
| 9-12de plek |           |            |      |               |      |
| 5 augustus  | Barcelona | Argentinië | 4-6  | Maleisië      |      |
| 9-10de plek |           |            |      |               |      |
| 7 augustus  | Barcelona | Maleisië   | 4-3  | EUN           |      |

### Schietsport
| Olympiër     | Discipline | Resultaat | Prestatie                          |
| ------------ | ---------- | --------- | ---------------------------------- |
| Kaw Fun Ying | skeet      | 33e       | kwalificatie: 33ste met 144 punten |

### Wielrennen
| Olympiër            | Discipline                    | Resultaat | Prestatie                         |
| Baan                | Baan                          | Baan      | Baan                              |
| ------------------- | ----------------------------- | --------- | --------------------------------- |
| Murugayan Kumaresan | individuele achtervolging (m) | 22e       | kwalificatie: 22ste in 4.59,049   |
| Murugayan Kumaresan | puntenkoers (m)               | 22e       | kwalificatie: 21ste met 11 punten |
| Weg                 |                               |           |                                   |
| Murugayan Kumaresan | wegwedstrijd (m)              | DNF       | niet gefinisht                    |

### Zwemmen
| Olympiër    | Discipline           | Resultaat | Prestatie                |
| ----------- | -------------------- | --------- | ------------------------ |
| Jeffrey Ong | 200m vrije slag (m)  | 36e       | serie 3: 2de in 1.55,37  |
| Jeffrey Ong | 400m vrije slag (m)  | 37e       | serie 3: 8ste in 4.02,28 |
| Jeffrey Ong | 1500m vrije slag (m) | 20e       | serie 4: 7de in 15.51,41 |

Albanië · Algerije · Amerikaanse Maagdeneilanden · Amerikaans-Samoa · Andorra · Angola · Antigua en Barbuda · Argentinië · Aruba · Australië · Bahama's · Bahrein · Bangladesh · Barbados · België · Belize · Benin · Bermuda · Bhutan · Bolivia · Bosnië en Herzegovina · Botswana · Brazilië · Britse Maagdeneilanden · Bulgarije · Burkina Faso · Canada · Centraal-Afrikaanse Republiek · Chili · China · Chinees Taipei · Colombia · Congo-Brazzaville · Cookeilanden · Costa Rica · Cuba · Cyprus · Denemarken · Djibouti · Dominicaanse Republiek · Duitsland · Ecuador · Egypte · El Salvador · Equatoriaal-Guinea · Estland · Ethiopië · Fiji · Filipijnen · Finland · Frankrijk · Gabon · Gambia · Gezamenlijk team · Ghana · Grenada · Griekenland · Groot-Brittannië · Guam · Guatemala · Guinee · Guyana · Haïti · Honduras · Hongarije · Hongkong · Ierland · IJsland · India · Indonesië · Irak · Iran · Israël · Italië · Ivoorkust · Jamaica · Japan · Jemen · Jordanië · Kaaimaneilanden · Kameroen · Kenia · Koeweit · Kroatië · Laos · Lesotho · Letland · Libanon · Libië · Liechtenstein · Litouwen · Luxemburg · Madagaskar · Malawi · Malediven · Maleisië · Mali · Malta · Marokko · Mauritanië · Mauritius · Mexico · Monaco · Mongolië · Mozambique · Myanmar · Namibië · Nederland · Nederlandse Antillen · Nepal · Nicaragua · Nieuw-Zeeland · Niger · Nigeria · Noord-Korea · Noorwegen · Oeganda · Oman · Oostenrijk · Pakistan · Panama · Papoea-Nieuw-Guinea · Paraguay · Peru · Polen · Portugal · Puerto Rico · Qatar · Roemenië · Rwanda · Saint Vincent‑Grenadines · Salomonseilanden · Samoa · San Marino · Saoedi-Arabië · Senegal · Seychellen · Sierra Leone · Singapore · Slovenië · Soedan · Spanje · Sri Lanka · Suriname · Swaziland · Syrië · Tanzania · Thailand · Togo · Tonga · Trinidad en Tobago · Tsjaad · Tsjecho-Slowakije · Tunesië · Turkije · Uruguay · Vanuatu · Venezuela · Verenigde Arabische Emiraten · Verenigde Staten · Vietnam · Zaïre · Zambia · Zimbabwe · Zuid-Afrika · Zuid-Korea · Zweden · Zwitserland · Onafhankelijke olympische deelnemers